# 西銘順志郎
西銘 順志郎（にしめ じゅんしろう、1950年1月2日 - ）は、日本の政治家。参議院議員（1期）を務めた。

## 来歴
沖縄県島尻郡与那原町生まれ。琉球政府立那覇高等学校、立正大学経済学部卒業。元衆議院議員で沖縄県知事も務めた西銘順治の長男。三男は衆議院議員の西銘恒三郎という政治家一族の生まれである。1973年に琉球海運に入社し、1979年からは父（県知事）の秘書を務めた。 
1983年の第13回参議院議員通常選挙に出馬したが落選。以後2回の衆院選落選を経て、2001年の第19回参議院議員通常選挙で沖縄県選挙区から出馬し初当選。2007年の第21回参議院議員通常選挙では元職の糸数慶子に敗れ落選。
2022年8月、同年9月投開票の沖縄県議会議員補欠選挙に立候補を表明したが、他の自民党系の候補者が立候補に意欲を示したため辞退した。

## 政歴
- 1983年 - 第13回参議院議員通常選挙に沖縄県選挙区より自由民主党公認で出馬、落選
- 1990年 - 第39回衆議院議員総選挙に沖縄県全県区より自由民主党公認で出馬、落選
- 1996年 - 第41回衆議院議員総選挙に沖縄1区自由連合公認で出馬、落選
- 2001年 - 第19回参議院議員通常選挙に自由民主党公認、公明党・保守党推薦で沖縄県選挙区より出馬、当選
- 2004年 - 第2次小泉改造内閣で内閣府大臣政務官に就任
- 2005年 - 第3次小泉内閣で内閣府大臣政務官に留任
- 2007年 - 第21回参議院議員通常選挙に自由民主党公認で沖縄県選挙区より出馬、落選
- 2020年 - 旭日中綬章受章[4]